# رايموندو رولون
رايموندو رولون(15 مارس 1903 – 17 سبتمبر 1981) كان ضابطًا عسكريًا وسياسيًا ووزيرًا في باراغواي . شغل منصب الرئيس الثامن والثلاثين لباراغواي بعد استقالة الرئيس خوان ناتاليسيو غونزاليس ، الذي أطيح به في انقلاب شارك فيه؛ حكم في الفترة من 30 يناير إلى 26 فبراير 1949. وكانت فترة حكمه قصيرة الأمد، حيث استمرت 27 يومًا فقط.،وتولى الرئاسة بعد أن قدّم الرئيس آنذاك ناتاليسيو غونزاليس استقالته في 30 يناير/كانون الثاني 1949. عند توليه منصبه، كان ينوي الدعوة إلى انتخابات، لكن انتفاضةً فاجأته صباح 26 فبراير/شباط من العام نفسه، أثناء غداءٍ جمعيٍّ في مقرّ المدفعية في باراغواي . أُجبر هو وعددٌ من وزرائه على توقيع استقالاتهم، وكان طبيب الأسنان والسياسي فيليبي مولاس لوبيز ، الذي شارك في المؤامرة ، هو من حلّ محلّه،إلى جانب دوره كرئيس، تولى أيضًا مهام وزارية خلال عهدي خوان مانويل فروتوس و خوان ناتاليسيو غونزاليس، حيث شغل منصب وزير الدفاع الوطني،وكان عضوًا في غرفة الضباط العسكريين في الجيش ، التابعة لحزب كولورادو . ومن المهم أيضًا الإشارة إلى أنه شارك في حرب تشاكو .

## الطفولة والمراهقة
ولد في 14 مارس 1903 في مدينة باراغواري، وهو ابن دون مانويل رولون ودونا إليسا فيلاسانتي،و تميزت حياته بتفانيه التام في العمل العسكري وتعليم أفراد الجيش المستقبليين،ومن خلال تدريبه المهني، آمن، كما آمن به غيره من العسكريين من جيله، بأن واجبات القوات المسلحة يجب أن تقتصر على الحفاظ على السيادة والنظام العام.ولم يخطر بباله احتمال أن يطلب منه في المستقبل ممارسة أنشطة تتطلب منه الاستغناء عن زيه العسكري، مثل النشاط السياسي.

## الحياة العسكرية
تخرج من المدرسة العسكرية متفوقًا، حيث عمل أستاذًا فيها لاحقًا. في عام ١٩٢٣، حصل رولون على رتبة ملازم ثانٍ في المدفعية. ومنذ ذلك الحين، كان تقدمه الميداني واضحًا. ، وفي 11 مايو 1932،ترقى إلى رتبة ملازم أول،وثم واصل مسيرته العسكرية بانتظام، ففي 13 مايو 1929، ترقى إلى رتبة نقيب، وخدم في فوج المدفعية الثاني "الكابتن روا". خلال حرب تشاكو ، ثم تحصل على الترقية إلى رتبة رائد في 3 ديسمبر 1933، ثم إلى رتبة مقدم. وبحلول فبراير من ذلك العام، كان يشغل منصب رئيس العمليات في هيئة الأركان العامة لقيادة تشاكو،وقام بأمر عام للجيش في الميدان، رقمه 456، بتاريخ 12 مايو/أيار 1935، يذكر"بصفته رئيسًا لدائرة العمليات في هيئة الأركان العامة للقيادة العليا، مشيرًا إلى أنه أدى مهمة تنظيمية استثنائية. يتمتع بقدرة هائلة على العمل، ومعلومات استخباراتية قوية وواضحة، وإرادة منضبطة قوية، وتفانٍ تام ونكران للذات في أداء واجباته". يحمل توقيع إستيجاريبيا، الجنرال والقائد العام.بعد الحرب، تمت ترقيته إلى رتبة عقيد في عام 1939، ثم إلى رتبة عميد في عام 1947، خلال الحرب الأهلية.أدى أدائه خلال حرب تشاكو إلى حصوله على وسام صليب تشاكو، وفي وقت لاحق، عندما حل السلام، تولى دور القائد الأعلى للقوات المسلحة .

## الحياة السياسية
وعلى الرغم من معاييره العالية للولاء المهني كضابط عسكري مؤسسي، سمح الجنرال رولون لنفسه بالتورط في صغائر الأمور السياسية ومؤامرات الثكنات، مما أدى إلى انقراض أحلامه في تحويل القوات المسلحة إلى قوات احترافية واحتجازه في سجن بينيا هيرموسا النائي في فبراير/شباط 1936.في عام ١٩٤١، انضم إلى "الحركة الثورية القومية" غير الحزبية التي أسسها هيجينيو مورينيغو ، الذي رُقِّي إلى قصر لوبيز بعد وقت قصير من الحادث المأساوي الذي أودى بحياة الرئيس الجنرال إستيجاريبيا وزوجته. انضم رولون إلى هذه الحركة بانضمامه إليها في فعالية عامة في ١٣ مارس ١٩٤١.في حياته المدنية كان رئيسًا لشرطة العاصمة أثناء اندلاع الحرب الأهلية عام 1947. في 7 مارس 1947، بدأ هجوم المتمردين (الذين شكلهم فبرايريستاس والشيوعيون والليبراليون ) على المقر المركزي للشرطة في أسونسيون باقتحام مكتب رئيس الشرطة ، روخيليو بينيتيز، الذي انتهى به الأمر مصابًا برصاصة في ذراعه اليسرى. بمجرد تحييد المناوشة، عيّن الرئيس آنذاك هيجينيو مورينيغو العقيد رايموندو رولون رئيسًا للشرطة ، وفي نفس بعد الظهر بدأت عملية المواجهة المدنية الطويلة التي استمرت حتى 20 أغسطس من نفس العام.وبمجرد تولي رولون منصبه، فرض حظر التجوال ابتداءً من الساعة الثامنة مساءً، وعلق جميع أنواع الفعاليات العامة في العاصمة ، وبالتالي بدأ فترة طويلة من الاضطهاد لأولئك الذين تعاطفوا مع القضية المتمردة.مع تطور الثورة، حاول إقناع الليبراليين بتجنب المشاركة في الجبهة المتمردة من خلال المطالبة بموقف معارض واضح للانتفاضة، مما أدى إلى دعمهم للتمرد. قرر الليبراليون، الذين كانوا مترددين سابقًا، الانضمام إلى الثوار في مواجهة الترهيب من قبل الشرطة بسبب موقفهم الغامض المزعوم بشأن التمرد. كلف هذا رولون وظيفته وأدى إلى دمج قطاع سياسي قوي في الصراع المسلح، ثم كان مليئًا بالاستياء من الاضطهاد الذي عانى منه خلال إدارة مورينيجو . جلب هذا مجموعة أغلبية أخرى إلى المعركة، قادرة على التعبئة ولديها قناعة سياسية لتحويل التمرد (حتى ذلك الحين تمردًا قائمًا على الثكنات فقط) إلى حرب أهلية.،كما قام بأداء مهام قنصلية في سفارة باراغواي في البرازيل ، كما عمل مفتشًا للجمارك والموانئ.

## العمل الوزاري
بعد سقوط نظام هيجينيو مورينيغو ، تولى خوان مانويل فروتوس الرئاسة ، الذي عين رولون وزيرًا للدفاع الوطني خلال فترة إدارته القصيرة، وكان رولون مسؤولاً عن المنصب من 3 يونيو إلى 15 أغسطس 1948، عندما تولى كاتب السيناريو ناتاليسيو غونزاليس منصبه ، الذي لم يغير كوزير وأبقاه في تلك الوزارة حتى شارك رولون نفسه في انقلاب بقيادة كولورادو. فيليبي مولاس لوبيز ، الذي طالب في الساعات الأولى من يوم 30 يناير 1949 الرئيس خوان ناتاليسيو غونزاليس بالاستقالة من منصب الرئيس، ليحل محله كوزير .

### الرئاسة المؤقتة
في 30 يناير 1949، وقع انقلاب عسكري بقيادة السياسي الكولورادوي فيليبي مولاس لوبيز ، الذي طالب، بدعم من الوزير العام آنذاك رايموندو رولون، باستقالة الرئيس ناتاليسيو غونزاليس بقوة السلاح . لجأ غونزاليس إلى السفارة البرازيلية ، ثم وقّع استقالته صباح اليوم التالي. وخلفه في منصب الرئيس المؤقت للجمهورية الجنرال رايموندو رولون ، الذي كان رفيقًا لمولاس لوبيز في قضيته .تولى رولون منصبه رسميًا في 30 يناير 1949، بهدف الدعوة إلى إجراء انتخابات رئاسية خلال شهر واحد، لكن هذه الخطة أحبطتها خطط أخرى في تطلعات السياسيين في حزبه.ولم يُعرف عن أي أعمال تم تنفيذها في عهد حكومة رولون القصيرة ، حيث لم يُعرف سوى تنفيذ خطة إعادة الهيكلة التي أثرت على العديد من الوزارات ورصف الشارع المؤدي إلى مسكنه الشخصي.قوبلت الفوضى التي قوضت أسس الحزب الحاكم برد فعل من الجيش، الذي سعى لإنهاء الخلافات السياسية وترسيخ حكومة عسكرية، متعاطفة مع القضية الجمهورية. حشد الجنرال رولون هذا القطاع من القوات المسلحة لترسيخ حكومته.كان رد الفعل سريعًا. عارضت مجموعة كبيرة من القادة والضباط استمرار الرئيس رولون ، آنذاك، في القيادة . واكتسبت المؤامرة زخمًا في سلاح الفرسان والمدفعية. وعاد العقيد ستروسنر من الأرجنتين للمشاركة في هذا الحدث المدني العسكري.عندما أصبح فيليبي مولاس لوبيز رئيسًا جديدًا لمجلس إدارة الجمعية الجمهورية الوطنية ، قام بالتحالف مع قطاعات معينة من القوات المسلحة بالتخطيط للتمرد، في هذه الحالة ضد حكومة زميله في الحزب، مبررًا ذلك بأن هذا الانقلاب الجديد من شأنه أن يعمل على تعزيز وحدة الحزب وإزالة بقايا المواليدية من المهام الرسمية.حضر الجنرال رايموندو رولون ، صباح يوم 26 فبراير/شباط 1949، غداءً وديًا في فوج المدفعية الباراغواياني . وفجأةً، تولى الملازمان ساردي وأوستا قيادة الفوج، واعتقلا الرئيس رولون ، وعددًا من وزرائه وقادته العسكريين الذين كانوا تحت إمرته. وهناك، استسلم رولون ووقع استقالته من منصبه، بعد 27 يومًا فقط من توليه منصبه، ليصبح ثالث رئيس يحكم البلاد أقصر مدة، بعد بيدرو بابلو بينيا وفاكوندو ماشين .